# Paracladopelma nais
Paracladopelma nais är en tvåvingeart som först beskrevs av Henry Keith Townes, Jr. 1945.  Paracladopelma nais ingår i släktet Paracladopelma och familjen fjädermyggor. Inga underarter finns listade i Catalogue of Life.